# Romeo Nanu
Romeo Nanu (n. 23 octombrie 1955) este un fost deputat român în legislatura 1996-2000, ales în județul Argeș pe listele partidului PNȚCD. Romeo Nanu a devenit deputat independent în febriarie 2000 și a fost membru în grupul parlamentar de pritenie cu Australia.